# KAN Development
ТОВ «К. А. Н. ДЕВЕЛОПМЕНТ» — українська компанія з організації будівництва.

## Історія
Компанію засновано 2006 року зі статутним капіталом у 35000 гривень. Абревіатура в назві компанії є копією назви девелоперської компанії «К. А.Н.», що передувала існуванню цієї компанії, що, у свою чергу, отримала свою назву від перших літер прізвищ засновників — Володимира Крапівіна, Алієва Вагіфа та Ніконова Ігора, останній з яких й став співзасновником поточної компанії.
За підсумками 2014 року чистий збиток компанії склав 107 мільйонів гривень.

## Проекти

### Житлова нерухомість
- ЖК Файна Таун[5] (будується з 2017 року)[6]
- ЖК Respublika[5] (будується з 2011 року)[7]
- Комфорт Таун[5]
- Unit.Home[5]
- ЖК Central Park[8]
- ЖК Tetris Hall[8]
- ЖК Diamond Hill[8]